# أكاديران (افرا)
أكاديران هو دُوَّار يقع بجماعة اوناين، إقليم تارودانت، جهة سوس ماسة في المملكة المغربية. ينتمي الدوّار لمشيخة افرا التي تضم 7 دواوير. يقدر عدد سكانه بـ 262 نسمة حسب الإحصاء الرسمي للسكان والسكنى لسنة 2004.

## روابط خارجية
- البوابة الوطنية للجماعات الترابية
- المندوبية السامية للتخطيط